# Хав'єр Ернандес Гутьєррес
Хав'єр Ернандес Гутьєррес (ісп. Javier Hernández Gutiérrez; нар. 1 серпня 1961, Гвадалахара, Мексика) — мексиканський футболіст, півзахисник, відомий за виступами за клуби «Текос», «Атлетіко» (Морелія), «Пуебла» і збірну Мексики. Учасник чемпіонату світу 1986 року.
Батько відомого футболіста Хав'єра «Чічаріто» Ернандеса і зять іншого відомого футболіста, учасника чемпіонату світу 1954 року, Томаса Балькасара.

## Клубна кар'єра
Ернандес вихованець клубу «Естудіантес Текос» зі свого рідного міста. 21 жовтня 1981 році в матчі проти «Крус Асуль» дебютував за основний склад в мексиканській Примері. 19 вересня 1982 року в поєдинку проти «Атланте» Хав'єр забив свій перший м'яч за «Текос». Перший сезон залишався футболістом ротації і тільки в сезоні 1982/83 років завоював місце в основі. Після 8 сезонів без трофеїв Еранадес вирішив покинути «Текос» і перейшов у «Пуебла». У сезоні 1989/90 років виграв свій перший чемпіонат, а також став володарем Кубку і трофея Чемпіон чемпіонів.
Влітку 1991 року Хав'єр перейшов в «Атлас», але після закінчення сезону покинув команду й повернувся в рідний «Текос». Він був переведений на захист, де й виступав до закінчення кар'єри. У 1994 році Еранадес допоміг клубу виграти історичний титул чемпіонів Мексики, який до цих пір залишається єдиним для команди. Хав'єр залишається одним з найвидатніших футболістів «Естудіантес Текос» за всю історію, за клуб він провів 319 матчів та відзначився 50 голами у всіх змаганнях.
Влітку 1995 року перейшов у «Атлетіко Морель». У новому клубі був основним футболістом незважаючи на вік і завершив кар'єру чотири роки по тому, в 38 років.

## Кар'єра в збірній
У 1979 році Ернандес в складі молодіжної збірної Мексики він брав участь у молодіжному чемпіонаті світу в Японії.
15 березня 1983 року в товариському матчі проти збірної Коста-Рики Ернандес дебютував за збірну Мексики. 16 серпня 1984 року в матчі проти збірної Фінляндії відзначився першим голом за національну команду.
У 1986 році Хав'єр потрапив до заявки збірної на участь в домашньому чемпіонаті світу. На турнірі залишався запасним і не зіграв жодної хвилини.

## Кар'єра тренера
Очолював резервну команду «Гвадалахари». Він попросив дозволу взяти відпустку, щоб подивитися, як його син Хав'єр Ернандес Балькасар виступає на чемпіонаті світу 2010 року в Мексиці. Після відмови у дозволі вирішив залишити роботу головного тренера резервного складу «Гвадалахари», щоб подивитися, як грає його син.

## Досягнення
«Пуебла»
- Прімера Дивізіон Мексики
  -  Чемпіон (1): 1989/90

- Кубок Мексики
  -  Володар (1): 1990

- Чемпіон чемпіонів
  -  Володар (1): 1990

«Естудіантес Текос»
- Прімера Дивізіон Мексики
  -  Чемпіон (1): 1994